# 樂與路
《樂與路》（日语：ソラニン）是日本漫畫家淺野一二O的日本漫畫作品。故事描述一起於大學畢業後的情侶：芽衣子和種田之間面對生活、興趣、未來、內心的困惑和煩惱。
標題Solanin，原意為龍葵鹼，是一種源自發芽馬鈴薯內的一種毒素。

## 登場人物
井上芽衣子
種田的女朋友。
種田成男
芽衣子的男朋友，樂團的主唱兼吉他手。
加藤賢一
樂團BASS手。
山田二郎
樂團鼓手。
冴木隆太郎
唱片公司的經理，曾經玩過樂團，是種田成男以前的偶像。

## 出版書籍

### 单行本
| 冊數 | 小學館        | 小學館              | 台灣東販      | 台灣東販           |
| 冊數 | 發售日期      | ISBN                | 發售日期      | ISBN               |
| ---- | ------------- | ------------------- | ------------- | ------------------ |
| 1    | 2005年12月5日 | ISBN 978-4091533210 | 2006年6月23日 | ISBN 986-176-102-0 |
| 2    | 2006年5月2日  | ISBN 978-4091510761 | 2006年9月22日 | ISBN 986-176-129-2 |

### 新装版
追加了本篇11年后的后日谈。
| 冊數 | 小學館         | 小學館             | 新经典文化 | 新经典文化             |
| 冊數 | 發售日期       | ISBN               | 發售日期   | ISBN                   |
| ---- | -------------- | ------------------ | ---------- | ---------------------- |
| 1    | 2017年10月30日 | ISBN 9784091897367 | 2023年7月  | ISBN 978-7-5740-0523-5 |

## 電影
《手拉你》（又名:《樂與路》）改編自同名漫畫，由三木孝浩執導，2010年4月在日本上映，同年8月在台灣上映。

### 角色及演員
- 井上芽衣子：宮崎葵
- 種田成男：高良健吾
- 加藤賢一：近藤洋一
- 山田二郎：桐谷健太
- 冴木隆太郎：ARATA
- 小谷アイ：伊藤步

### 音樂
- 主題曲：ASIAN KUNG-FU GENERATION「ソラニン」
- 配樂：ent
- 片尾曲：ASIAN KUNG-FU GENERATION「ムスタング」